# 淀川テクニック
淀川テクニック（よどがわてくにっく）は、日本の美術家。柴田英昭（しばた ひであき、1976年岡山県生まれ）のアーティスト名。かつては柴田と松永和也（まつなが かずや、1977年熊本県生まれ）とのユニットであった。

## 沿革
岡山県生まれ。大阪文化服装学院卒業。
2003年に、大阪・淀川の河川敷を拠点として活動を開始。ゴミや漂流物、廃棄物などを使い、様々な造形物を制作。滞在制作を得意とし、岡山県・宇野港に常設展示された「宇野のチヌ」などがある。東日本大震災で大きな津波被害を受けた宮城県仙台市若林区で現地の住民の協力を得て、被災した防風林を使った作品を制作した。
2011年「コラージュ川柳」を発案。
2016年 松永和也が脱退し、柴田英昭単独のユニットとなる。

## 主な受賞歴
- 2004年 GEISAI#5 銀賞
- 2005年 キリンアートプロジェクト2005 グランプリ
- 2009年 第12回岡本太郎現代芸術賞入選、咲くやこの花賞受賞